# 班·多克
班·甘儂·多克（英語：Ben Doak，2005年11月11日—），是一名蘇格蘭職業足球員。目前效力於英超球隊般尼茅夫。